# Bore
Este artículo trata sobre Bore, el municipio en Italia. Para información sobre la planta Bore, véase Xanthosoma sagittifolium.
Bore es un municipio situado en el territorio de la provincia de Parma, en Emilia-Romaña (Italia).

## Demografía
| Gráfica de evolución demográfica de Bore entre 1861 y 2001 |
|                                                            |
| Fuente ISTAT - elaboración gráfica de Wikipedia            |